# Ясените
Ясените е село в Северна България, община Габрово, област Габрово, на около 10 километра източно от града.

## География
Село Ясените се намира на около 6 km източно от центъра на град Габрово, между селата Жълтеш от юг и Източник от север. Разположено е в югозападната част на Габровските възвишения, по източния долинен склон на извиращ югозападно от село Източник и течащ на юг десен приток на Жълтешката река. Климатът е умерено – континентален, отличаващ се със студена зима и сравнително топло лято. Надморската височина по североизточната граница на селото е около 590 – 600 m и намалява на югозапад. Село Ясените има пътни връзки с Габрово както на запад през селата Източник и Борики, така и на юг през село Жълтеш.
Населението на село Ясените, наброявало 87 души при преброяването към 1934 г., намалява до 9 души към 1992 г. и след колебания в числеността, към 2019 г. наброява (по текущата демографска статистика за населението) 10 души.

## История
През 1934 г. дотогавашното населено място колиби Хасаните е преименувано на Ясените, а през 1995 г. колиби Ясените придобива статута на село..
Комисията, работила по преименуването на българските селища през 1931 – 1932 г., спазва правила при преименуването, сред които е уподобяване, при което новото българско име наподобява по звучене старото турско, но няма смислова връзка с него. Така село Хасаните получава названието Ясените.

## Население
Преброяване на населението през 2011 г.
Численост и дял на етническите групи според преброяването на населението през 2011 г.:
|                     | Численост | Дял (в %) |
| Общо                | 12        | 100,00    |
| Българи             | 12        | 100,00    |
| Турци               | 0         | 0,00      |
| Цигани              | 0         | 0,00      |
| Други               | 0         | 0,00      |
| Не се самоопределят | 0         | 0,00      |
| Неотговорили        | 0         | 0,00      |

## Забележителности
Село Ясените е заобиколено отвсякъде с дъбови гори. На юг се разкрива панорамна гледка към билото на Стара планина и върховете Шипка и Бузлуджа.